# 프란시스 레인스
프란시스 레인스(Frances Raines, 1962년 7월 17일 ~ )는 미국의 배우, 영화배우이다. 리노에서 태어났다.
1980년대 내내 수많은 공포 및 착취 영화에 출연한 미국 여배우로, 특히 버디 쿠퍼의 헌터(The Mutilator, 린다 역)와 팀 킨케이드가 감독한 세 편의 영화에 출연했다.

## 영화
- 브리더스 (1986년)